# Dactylolabis monstrosa
Dactylolabis monstrosa là một loài ruồi trong họ Limoniidae. Chúng phân bố ở miền Cổ bắc.